# Villa Mills

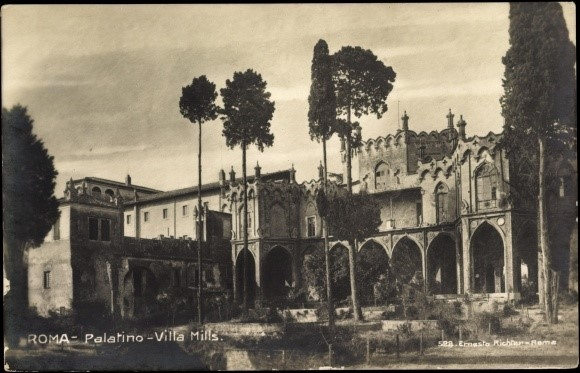
Vista della Villa Mills verso il 1900.

Villa Mills, precedentemente nota come Villa Mattei al Palatino, era una villa di Roma situata sopra il Palatino tra via di San Bonaventura e via dei Cerchi, nel rione Campitelli. Costruita sopra la Domus Augustana e la Domus Flavia, fu demolita all'inizio del XX secolo per consentire gli scavi del sito archeologico.

## Storia

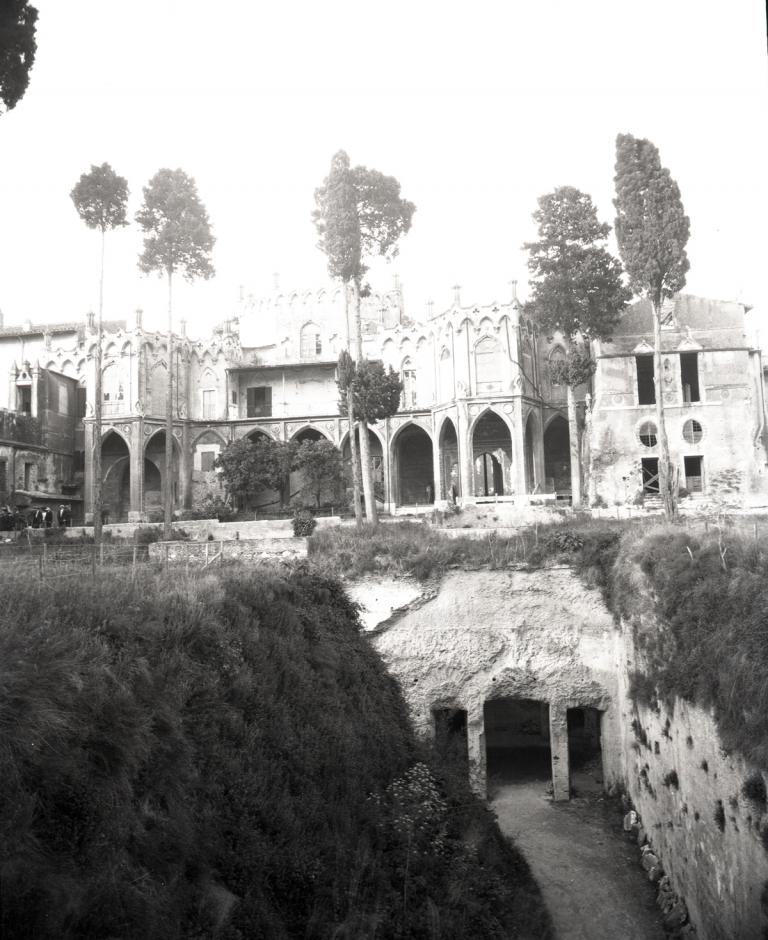
Immagine del 1907 che evidenzia la posizione della villa sopra le rovine della Domus Augustana.

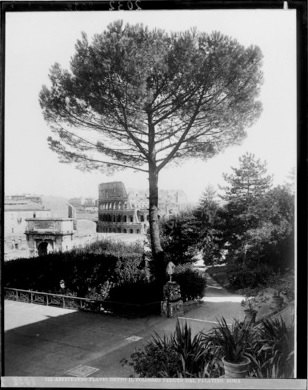
Il Colosseo dai giardini di Villa Mills nel 1906-1907.

Nel XVI secolo, l'area in cui si trovava Villa Mills era sostanzialmente composta da giardini e vigneti, parte dei famosi Orti Farnesiani sul Palatino creati dal cardinale Alessandro Farnese.
Una piccola casa di campagna fu costruita dalla famiglia Stati sopra l'antica Domus Augustana. In seguito la villa passò per le mani di alcune tra le principali famiglie di Roma, come i Colonna, i Mattei di Giove, gli Spada e i Magnani, e di altri proprietari meno noti, ed era nota come Villa Mattei al Palatino o Villa Stati-Mattei.
Nel 1818 la proprietà fu acquistata da Charles Andrew Mills (1770-1846) e dall'archeologo inglese William Gell (1777-1836). Nel 1824 i due restaurarono la piccola loggia rinascimentale aperta che ospitava gli affreschi del Peruzzi.. 
In un secondo momento sui pennacchi delle arcate dipinte del primo piano furono collocati dei medaglioni con una rosa, un  cardo e un trifoglio, mentre i pilastri del cancello d'ingresso furono decorati con cardi.
Nel 1846, Robert Smith (1787-1873), un ex-funzionario della Compagnia delle Indie orientali, acquistò Villa Mills dopo aver sposato un'ereditiera francese, Julia Adelaide Vitton de Claude, e dopo la nascita del figlio della coppia, Robert Claude, a Venezia nel 1843. 
Morton ritiene che sia stato Mills a aggiungere elementi gotici alla villa usando i servizi di un "architetto inglese alla moda" per creare "pinnacoli, merli, cornici e chiostri" e anche due pagode cinesi, dipinte di giallo, sopra le terme augustane. 
Data la mancanza di testimonianze sui "cambiamenti" di Mills, si può sostenere che il responsabile sia stato Smith e non lui. 
Nonostante alcune prove suggeriscano che la villa sia stata costruita da Mills, come indicano i cardi nella decorazione, un riferimento alla sua origine scozzese, l'edificio rivela molto di più dello stile misto di Smith, con elementi gotici e italiani collegati ad altri indiani in una rotonda centrale affiancata da due torri ottagonali con in basso una loggia con archi: con le rovine di antiche civiltà sotto l'edificio e un grandioso panorama in alto, il progetto della villa ricorda quello di un bungalow di Delhi. A conferma di questa tesi, gli ospiti della villa nel periodo in cui Charles Mills era vivo non menzionarono l'aspetto "eccentrico" del complesso, cosa che sicuramente avrebbe fatto se le modifiche fossero state già presenti.
In questi resoconti, il giardino sembra essere stato il punto più attraente della villa piuttosto che l'architettura del palazzo, rendendo ancora più probabile che le nuove aggiunte fossero opera di Smith e non di Mills.

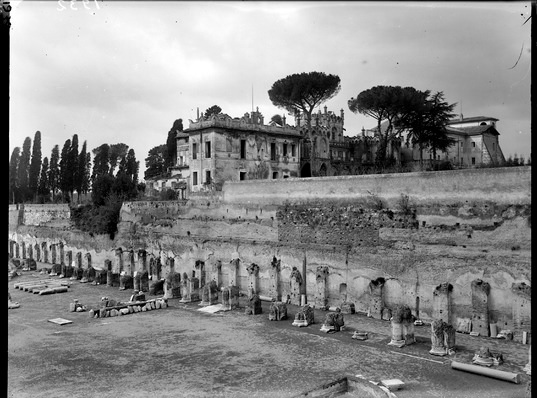
Altra vista (ca. 1906-1907), dell'altro lato, con lo Stadio palatino in primo piano e la Villa Mills sul fondo.

Nel 1856, la proprietà fu venduta alle sorelle della Visitazione e ampliata da Virginio Vespignani. Tuttavia, essendo costruita sopra le rovine degli antichi palazzi imperiali del Palatino, la villa incorporava nella proprietà privata preziose testimonianze delle prime fasi dell'Impero Romano.
Anche se alla metà del XVIII secolo erano stati effettuati scavi nel sito, ad un certo punto divennero prioritarie  la ricerca e la conservazione della conoscenza delle età più antiche della città attraverso esplorazioni molto più profonde delle semplici ispezioni sommarie condotte fino allora. Divenne quindi inevitabile la scelta di demolire la villa, operazione svolta sotto la direzione dall'archeologo Alfonso Bartoli, responsabile degli scavi del Foro Romano e del Palatino, il quale sosteneva che le nuove scoperte avrebbero giustificato ampiamente la distruzione del magnifico edificio. Gli scavi condotti tra il 1926 e il 1929 furono molto produttivi e, di conseguenza, l'unica struttura sopravvissuta del complesso rinascimentale è una piccola loggia, chiamata "Loggia Mattei" o "Casina Farnese". Sopravvisse anche un edificio del XIX secolo, costruito dalle sorelle della Visitazione, che è divenuta la sede dell'Antiquarium del Palatino.

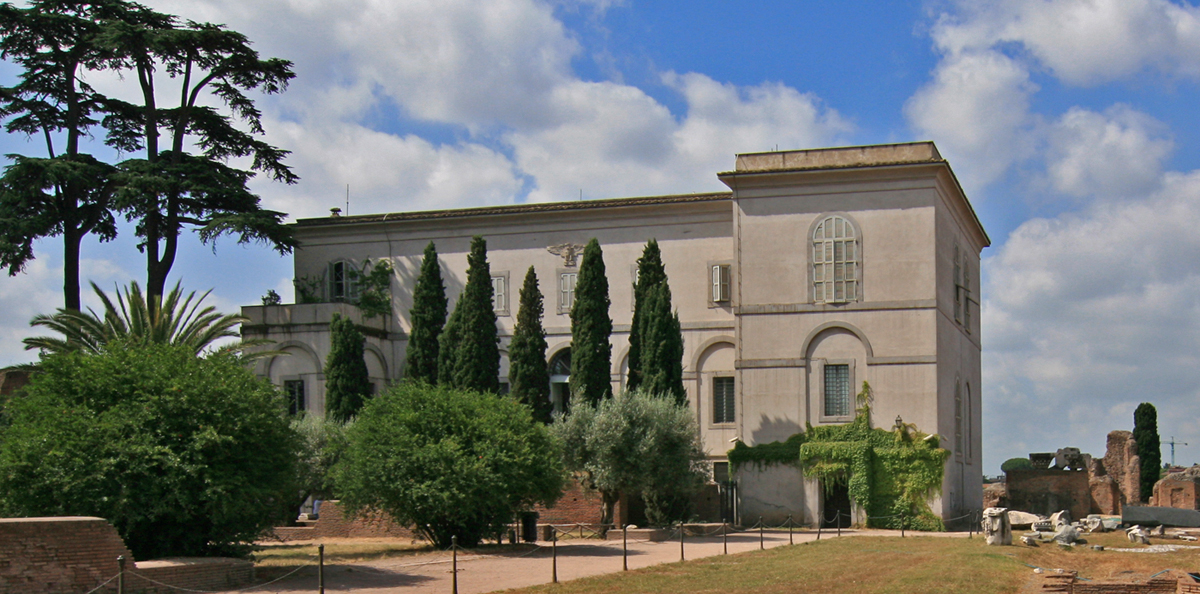
Antiquarium del Palatino.

Dopo la demolizione di Villa Mills furono avviati scavi sistematici nel sito e furono portate alla luce le residenze in cui vissero i primi imperatori romani: la Domus Augustana, che era la parte privata del palazzo con gli appartamenti e le terme private dell'augusto, ampliata da Domiziano.

## Loggia Mattei
La loggia, rimasta come unica testimonianza della preesistente villa, è stata ricavata probabilmente dallo spazio destinato a biblioteca della Domus Augustana e, in seguito agli scavi, si eleva di tre metri rispetto allo strato di pavimentazione antica. Il colonnato, composto da tre colonne in granito bigio con capitelli ionici in travertino, consente l'affaccio su un ambiente prospiciente, costruito come copertura per proteggere la loggia, all'interno del quale sono stati collocati gli affreschi dell'Aula Isiaca, che invece è un ambiente sotterraneo al momento non accessibile, posto di fronte.
La volta è riccamente affrescata alla maniera rinascimentale, con figure mitologiche (Venere e Cupido, le Muse, Apollo, Atena), animali e segni zodiacali, realizzate da Baldassarre Peruzzi e da altri pittori della bottega di Raffaello.
In seguito della cessione della villa alle sorelle della Visitazione, gli affreschi mitologici e con segni zodiacali della volta, la cui tematica non era ritenuta confacente alla destinazione dell'edificio, furono venduti. Acquisiti dal Metropolitan Museum of Art, nel 1989 sono stati concessi in prestito permanente e riposizionati nella Loggia, in seguito a restauro. Gli affreschi delle pareti, raffiguranti Venere e Adone si trovano all'Ermitage di San Pietroburgo.

### Esplicative
1. ↑  La madre di Charles Mills, Catherine Hamilton, affermava di essere discendente di Walter Hamilton, che era stato governatore delle isole Sottovento Britanniche[5].
2. ↑  Charles Mills è morto nel 1846, pertanto la  villa  non poteva essere acquistata da Smith tra il 1846 e il 1856, data nella quale la proprietà fu acquistata dalle sorelle della Visitazione.

### Riferimenti
1. ↑   Villa Mills, su InfoRoma.
2. ↑  Samuel Ball Platner and Thomas Ashby, A Topographical Dictionary of Ancient Rome (London: Oxford University Press, 1929), p.1.
3. 1 2 3   Maria Elisa Garcia Barraco e Alfonso Bartoli, Villa Mills sul Palatino e la Domus Augustana, in Antichita’ Romane - AR, n. 10, Roma, Arbor Sapientiae Editore, 2015, ISBN 978-88-97805-33-5.
4. ↑  Alba della Fazia Amoia and Enrico Iruschini, Stendhal’s Rome: Then and Now (Rome: Edizioni di Storia E Letteratura 1997), pp. 67-68.
5. ↑  H. V. Morton, A Traveller in Rome (New York: Dodd, Mead and Company, 1957), pp.359-362.
6. ↑  H. V. Morton, A Traveller in Rome ([n.c.], Methuen Publishing Ltd., 2002), pp. 419, Collections of the Metropolitan Museum of Art
7. ↑  Morton, A Traveller in Rome (2002), p. 419.
8. 1 2  (EN) Robert Smith and Redcliffe Towers Case Study: Building Projects in Europe [collegamento interrotto], su East India Company at Home, 1757-1857.
9. ↑  Raymond Head, ‘Indian Fantasy in Devon’, Country Life, May 28. 1981, p. 1524.
10. ↑  Amoia and Iruschini, Stendahl’s Rome, pp. 67-68. Rodolfo Lanciani, New Tales of Old Rome (London: Macmillan & Company Ltd., c.1901). pp. 325-326.
11. ↑  Morton, A Traveller in Rome, p. 420.
12. ↑  Lanciani, New Tales, pp. 325-236.
13. ↑  The Hon. F. Leveson-Gower (ed.), Letters of Harriet Countess Granville 1810-1845, 2, 2 (London and New York: Longmans, Green & Co., 1894), p. 340.
14. ↑  (EN) Rome in the Footsteps of an XVIIIth Century Traveller, su Rome Art Lover.
15. ↑   Villa Mills - Palatino, su Roma Sparita.
16. ↑   Casa Romuli, Casa di Livia, Domus Flavia, Domus Augustana, Stadio Palatino, Antiquarium del Palatino, su Città Turistiche. URL consultato il 30 ottobre 2019 (archiviato dall'url originale l'8 gennaio 2019).
17. 1 2   Simonetta Baroni, La volta affrescata della Loggia Mattei con l'esposizione di ventidue dipinti del Metropolitan Museum of Art, Electa, 1997,  p. 11, ISBN 9788843563326.
18. ↑   Simonetta Baroni, La volta affrescata della Loggia Mattei con l'esposizione di ventidue dipinti del Metropolitan Museum of Art, Electa, 1997,  p. 19, ISBN 9788843563326.
19. ↑   L'Aula Isiaca con la Loggia Mattei, su Parco archeologico del Colosseo. URL consultato il 6 luglio 2024.